# Normed
La Normed (ou Chantiers navals du Nord et de la Méditerranée) est une société créée en 1982 regroupant plusieurs chantiers navals et entreprises de la construction navale, en France.

## Histoire
Cette société est créée sur décision du ministre de la Mer, Louis Le Pensec, en décembre 1982. Pour tenter de survivre, elle regroupe divers chantiers navals français : Dunkerque, La Ciotat, La Seyne-sur-Mer. Malgré tous les efforts déployés, la société est en cessation de paiement le 24 juin 1986, puis en liquidation le 20 février 1989. Ces trois chantiers navals ferment leurs portes à la suite de la liquidation de la Normed.